# Bethelium tillides
Bethelium tillides är en skalbaggsart som först beskrevs av Francis Polkinghorne Pascoe 1866.  Bethelium tillides ingår i släktet Bethelium och familjen långhorningar. Inga underarter finns listade.